# 안드레아 자니
안드레아 자니(이탈리아어: Andrea Giani, 1970년 4월 22일~)는 이탈리아의 배구 선수, 지도자로 현역 시절 포지션은 미들블로커이다. 1990년대 국제 대회를 휩쓴 이탈리아 배구 국가대표팀을 이끈 선수로 역사상 가장 위대한 배구 선수 중 한 명으로 간주된다. 선수 활동 경력을 전부 이탈리아 리그에서 보냈으며, 리그 우승 5회, 코파 이탈리아 우승 4회, 수페르코파 이탈리아나 우승 1회를 달성했으며, 챔피언스리그 우승 2회, 세계 클럽 선수권 대회 우승 1회, CEV컵 우승 3회를 기록했다.
이탈리아 국가대표 선수로서 1996년과 2004년 하계 올림픽 은메달, 2000년 하계 올림픽 동메달을 획득했으며, 세계 선수권 대회 3연속 우승(1990, 1994, 1998), 월드리그 7회 우승, 유럽 선수권 대회 4회 우승에 기여하였다. 그는 1988년부터 2005년까지 국가대표 선수로 뛰며 총 474경기에 출전하여 이탈리아 대표팀 최다 출전 기록을 세웠다.
은퇴 후에는 지도자가 되었고, 2007년에 자신이 선수 생활을 했던 모데나 볼리의 감독을 맡으며 지도자 경력을 시작했다. 2015년부터 2016년까지 슬로베니아 국가대표팀 감독을 맡으며 2015년 유럽 선수권 대회 준우승을 달성했으며, 2017년부터 2021년까지 독일 국가대표팀 감독이 되어 2017년 유럽 선수권 대회 준우승에 기여했다. 이후 2022년부터 프랑스 배구 국가대표팀 감독을 맡고 있다.